# Бенкен (Санкт-Галлен)
Бенкен (нім. Benken SG) — громада  в Швейцарії в кантоні Санкт-Галлен, виборчий округ Зее-Гастер.

## Географія
Громада розташована на відстані близько 125 км на схід від Берна, 37 км на південний захід від Санкт-Галлена.
Бенкен має площу 16,5 км², з яких на 10,4% дозволяється будівництво (житлове та будівництво доріг), 71,7% використовуються в сільськогосподарських цілях, 11,7% зайнято лісами, 6,1% не є продуктивними (річки, льодовики або гори).

## Демографія
2019 року в громаді мешкало 2982 особи (+16% порівняно з 2010 роком), іноземців було 11,4%. Густота населення становила 181 осіб/км².
За віковим діапазоном населення розподілялося таким чином: 24% — особи молодші 20 років, 60,8% — особи у віці 20—64 років, 15,2% — особи у віці 65 років та старші. Було 1200 помешкань (у середньому 2,5 особи в помешканні).
Із загальної кількості 1145 працюючих 213 було зайнятих в первинному секторі, 557 — в обробній промисловості, 375 — в галузі послуг.